# Любитово (Новгородский район)

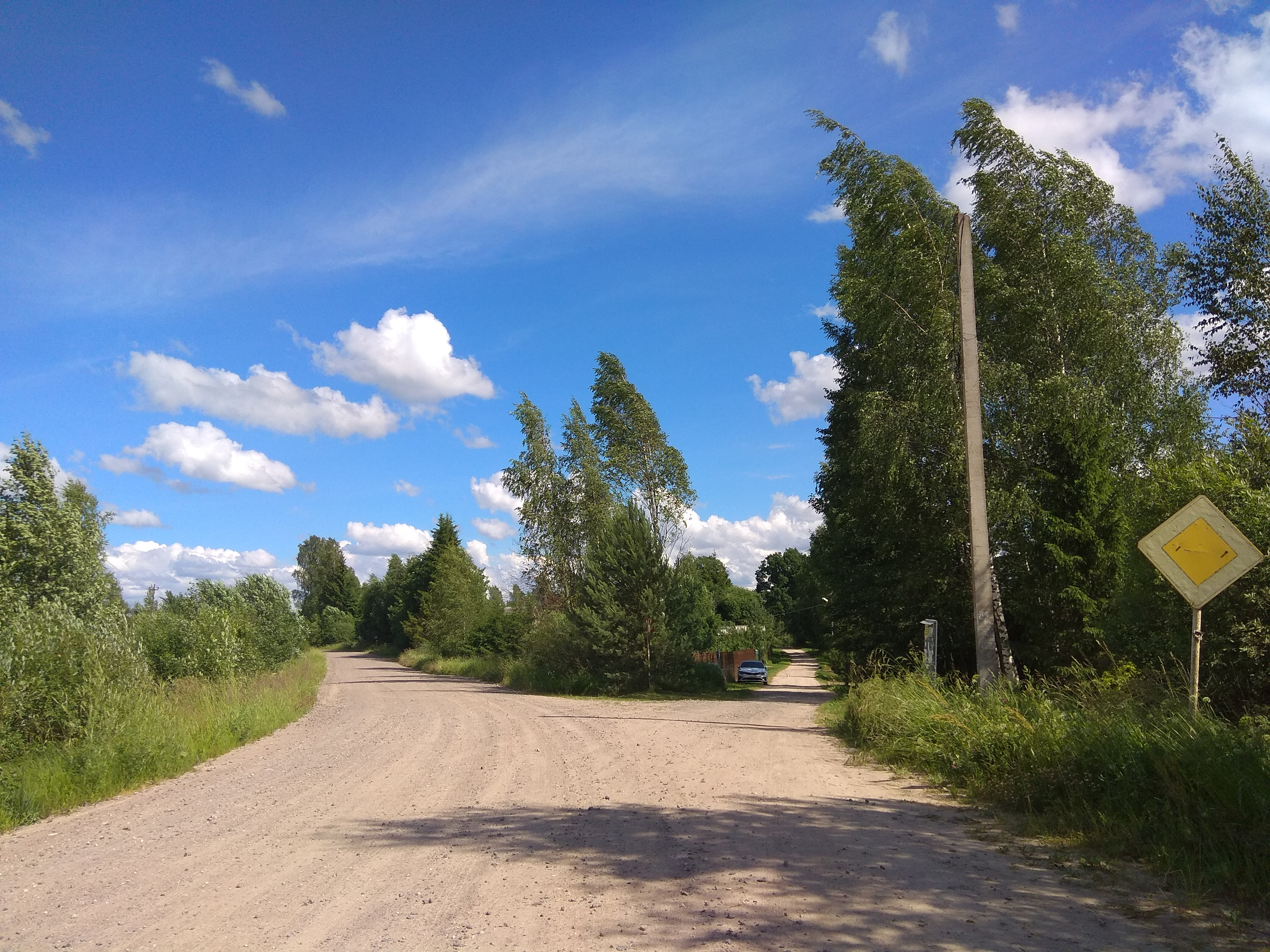
Въезд в деревню со стороны Жабиц

Люби́тово — деревня в Новгородском муниципальном районе Новгородской области, входит в состав Савинского сельского поселения.
Деревня расположена на правом берегу реки Мста. Ближайшие населённые пункты: деревни Жабицы, Полосы (на противоположном берегу). В районе Любитово расположено несколько дачных посёлков.
| 2010 |
| ---- |
| 9    |

## История
До весны 2014 года деревня входила в состав ныне упразднённого Новоселицкого сельского поселения. Впервые упоминается в Писцовой  книге Новгородской земли в 1592 году: "Деревня Любитово, вопче со вдовою с Ориною с Офонасьевскою женою Шуклинского, на Семенову выть в той деревни обжабес чети, сена косят пол-30 копен."
Имеется прямое автобусное сообщение с областным центром — Великим Новгородом (маршрут № 127).